# Hervormde kerk (Dinteloord)
De Hervormde Kerk is een kerkgebouw te Dinteloord. Het bevindt zich aan de Westvoorstraat 26.

## Geschiedenis
De kerk werd gebouwd in 1693. Architect was Johan van Swieten. 
In 1944 werd de kerk door oorlogshandelingen verwoest. Daarna is ze in de oorspronkelijke stijl weer opgebouwd.

## Architectuur
Het betreft een vierkant gebouwtje met een koepeltoren, die oorspronkelijk van hout was maar bij de herbouw in baksteen werd uitgevoerd. Boven de ingang bevindt zich een wapensteen in Bentheimer zandsteen, vervaardigd door Johan van Blommendael. Het wapenschild van stadhouder Willem III, die heer was van Dinteloord, is vervangen door een geschilderde versie.

## Externe bron
- ReliWiki